# Antonio Bertola
Antonio Bertola (* 25. Januar 1924 in Sossano; † 21. Juni 1967 in Buenos Aires) war ein italienisch-argentinischer Radrennfahrer und nationaler Meister im Radsport.

## Sportliche Laufbahn
Bertola war im Bahnradsport und im Straßenradsport aktiv. Zu Beginn des Zweiten Weltkrieges übersiedelte er nach Argentinien und nahm später die dortige Staatsbürgerschaft an. 
Von 1935 bis 1948 war er Unabhängiger und Berufsfahrer. 1935 siegte er im Grand Prix de Bone mit drei Etappensiegen. 1936 gewann er zwei Etappen der Vuelta a España, die er beim Sieg von Gustaaf Deloor als Dritter beendete. 1937 gewann er einen Tagesabschnitt der Marokko-Rundfahrt. 1939 siegte er im Circuit des Villes d’eaux d’Auvergne mit einem Etappensieg und gewann eine Etappe in der Tour du Sud-Est sowie den Circuit du Midi mit einem Etappensieg. 1941 gewann Bertola die Argentinische Meisterschaft im Straßenrennen der Männer. 1943 gewann er den Titel erneut. 1941 und 1943 war er im Etappenrennen Rosario-Santa Fe erfolgreich. Im Giro d’Italia 1937 kam er auf den 37. Gesamtrang.
Dreimal gewann Bertola das Sechstagerennen von Buenos Aires, 1942 mit Fernand Wambst, 1947 mit Alvaro Giorgetti und 1948 mit Ángel Castellani. 1943 und 1945 war er jeweils Zweiter geworden.